# 蒙塔尼 (萨瓦省)
蒙塔尼（法語：Montagny，法語發音：[mɔ̃taɲi]）是法国萨瓦省的一个市镇，属于阿尔贝维尔区。

## 地理
蒙塔尼（45°27'22"N, 6°35'31"E）面积13.26 平方千米，位于法国奥弗涅-罗讷-阿尔卑斯大区萨瓦省，该省份为法国东部省份，历史上为薩伏依的一部分，北起上萨瓦省，西接伊泽尔省和安省，南部和东部与上阿尔卑斯省和意大利接壤。
与蒙塔尼接壤的市镇（或旧市镇、城区）包括：博泽勒、布里德莱班、费松叙萨兰、普雷圣母村、库尔舍韦勒。

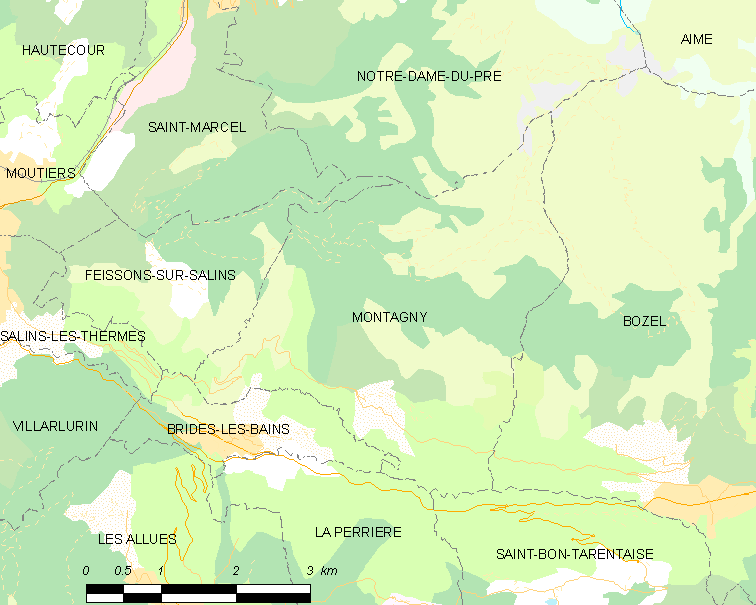
的OSM定位图

蒙塔尼的时区为UTC+01:00、UTC+02:00（夏令时）。

## 行政
蒙塔尼的邮政编码为73350，INSEE市镇编码为73161。

## 政治
蒙塔尼所属的省级选区为穆捷县。

## 人口

1962-2008年间人口变化图示

蒙塔尼于2022年1月1日时的人口数量为659人。